# Quintus Tarquitius Catulus

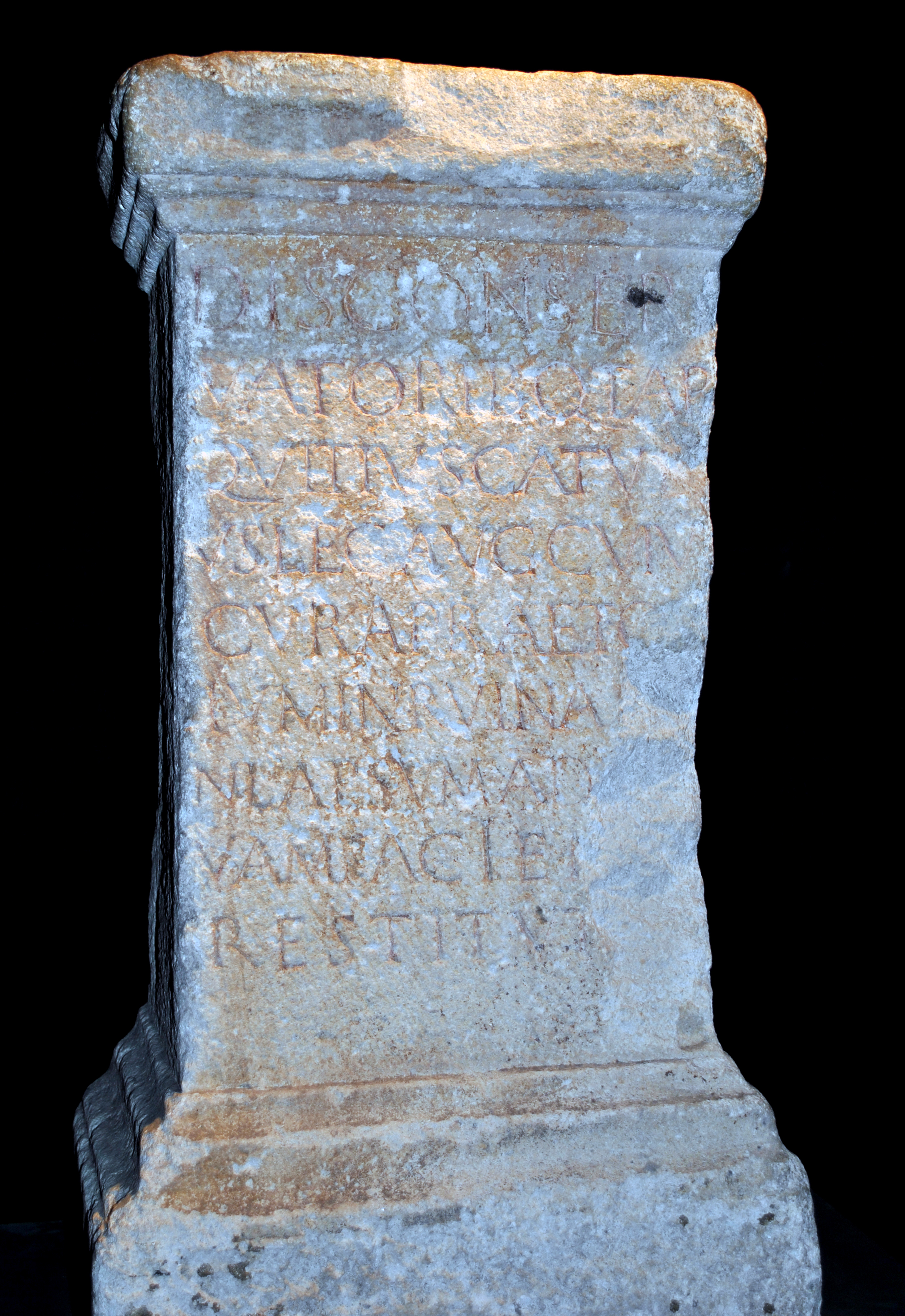
Die Weihinschrift des Quintus Tarquitius Catulus, gefunden beim Praetorium in Köln

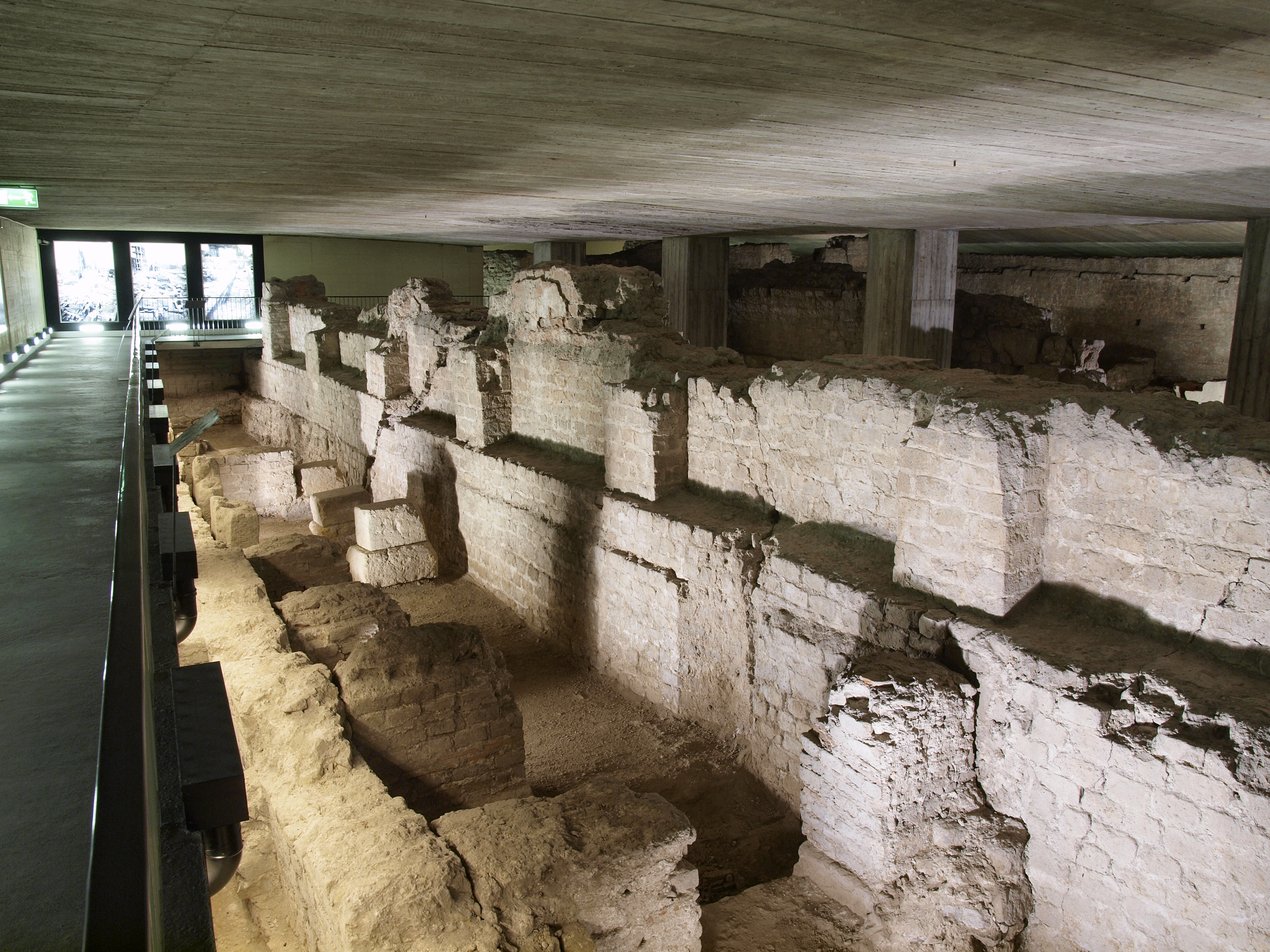
Reste des Kölner Prätoriums

Quintus Tarquitius Catulus war zu einem nicht genauer bestimmten Zeitpunkt im 2./3. Jahrhundert n. Chr. kaiserlicher Legat (Statthalter) in der römischen Provinz Niedergermanien. Seine Residenz war das Praetorium in der Provinzhauptstadt, der Colonia Claudia Ara Agrippinensium, dem heutigen Köln.
Sein Name und seine Funktion sind nur von einer Weihinschrift bekannt, die im Jahr 1630 im Bereich des Praetoriums im „Zelandtischen Haus“ in der Bürgerstraße gefunden wurde. Der Stein ist heute im Praetorium ausgestellt. Die Inschrift lautet:

„Dis Conser/vatorib(us) Q(uintus) Tar/quitius Catul/us leg(atus) Aug(usti) cuiu(s)/ cura praeto[r]/ium in ruina[m co]/nlapsum ad [no]/vam faciem [est]/ restitut[um]“

„Den Göttern, den bewahrenden, Quintus Tarquitius Catulus, Legat des Kaisers, durch dessen Sorge das Praetorium, das in Ruinen gefallen war, in neuer Gestalt ist wiederhergestellt worden.“

Obwohl Q. Tarquitus Catulus im Rahmen der senatorischen Ämterlaufbahn (des cursus honorum) zuvor mindestens Praetor gewesen sein muss, ist er bislang nur von dieser Inschrift her bekannt. Die erwähnte Renovierung des Praetoriums hat er auf eigene Kosten gestiftet (Euergetismus). Die Inschrift ermöglicht es, den Kölner Großbau als den Statthalterpalast zu identifizieren.